# 赣州龙属
赣州龙（属名：Ganzhousaurus，意为“赣州蜥蜴”）是一属已灭绝的偷蛋龙科偷蛋龙亚科恐龙，化石发现于中国江西省赣州市南康县晚白垩世南雄组的一个马斯特里赫特阶沉积层中，模式种是南康赣州龙（G. nankangensis）。本属可通过原始和衍生特征组合来区分于其它物种。

## 种系发生学
系统发育分析将赣州龙置于偷蛋龙科。在该科中，其系统发育位置更不稳定。一项研究将其恢复为偷蛋龙亚科成员，而另一项研究将其恢复为该类群中更衍生的成员，与“雌驼龙亚科”密切相关，然而，它也与近颌龙科的巨盗龙有一些相似之处。

## 古生物学
赣州龙与至少四种偷蛋龙类共享栖息地：赣州江西龙、赣州南康龙、斑嵴龙和一个尚未命名的物种。这种多样性可能是由生态位划分造成的，而赣州龙是主要的植食动物。